# Ryōjin hishō
Das Ryōjin hishō (japanisch 梁塵秘抄 Geheime Sammlung von Liedern, deren Schönheit den Staub von den Balken wegwischt, auch: Geheime Abschrift von schönen Liedern) ist eine Sammlung von kayō (歌謡), also Gesangsdichtung oder traditioneller Volkslieder aus der späten Heian-Zeit. Anders als beim Kanshi erfolgte die Notation der Texte in Kana.

## Überblick
Während etwa die Waka-Dichtung als hohe Form der Dichtkunst am Hofe gepflegt und auf Veranlassung verschiedener Kaiser in Gedichtanthologien im Umfang von 20 Bänden gesammelt wurden, galt die Lieddichtung als weniger raffinierte und eloquente Unterhaltungsform des Volkes. „Es liegt in der Natur des Volkslieds, Individualität und soziale Hierarchie außer Acht zu lassen. [...] Der Sänger war frei, Verse teilweise zu verändern oder auf der ursprünglichen Basis einen neuen Text zu dichten.“ Das kayō drohte als gering geschätzte Kunstform unbemerkt zu verschwinden. Es ist Kaiser Go-Shirakawa zu verdanken, dass mit dem Ryōjin hishō eine Sammlung von kayō im japanischen Mittelalter angelegt wurde. Es ist neben dem Kanginshū (閑吟集), das ca. 350 Jahre später entstand, eine seltene Quelle dieser Dichtkunst.
Man nimmt an, dass das Ryōjin hishō ursprünglich 20 Bände (Maki) umfasste und bis 1179 fertiggestellt war. Man wusste zwar aus dem Fuboku wakashu (夫木和歌抄) von der Existenz des Ryōjin hishō, entdeckte jedoch erst 1911 Wada Hidemitsu eine edozeitliche Kopie des Textkorpus in Kyoto. Erhalten sind kleine Bruchstücke von Band 1 mit 21 Texten sowie der komplette 2. Band mit 545 Texten. Zudem ein Band von Go-Shirakawa selbst (Band 10). Summa summarum sind etwa 566 Texte erhalten, die in profane und religiöse Texte unterschieden werden können. Hauptmerkmal der profanen Texte sind die leidenschaftliche Liebe und die Sexualität. Die religiösen Texte können wiederum in zwei Kategorien aufgeteilt werden, in solche die den Shintoismus und solche die den Buddhismus zum Gegenstand haben. Sie enthalten mit wenigen Ausnahmen die „Lehre von den guten Taten.“ So ist das Hokkekyō (Lotus-Sutra) Grundlage von 110 Volksliedern. Man nimmt an, dass die Bände 1 bis 9 bereits 1169 fertiggestellt wurden, in den kommenden Jahren bis 1179 dann die Bände 11 bis 20 und zuletzt Band 10, der von Go-Shirakawa selbst verfasst wurde und autobiographische Züge trägt. Aus diesem Band geht auch hervor, dass Go-Shirakawa zeitlebens ein großer Verehrer der Lieddichtung war und dass er sich mit Leidenschaft mit imayō uta („Lieder nach dem Geschmack des Tages“) beschäftigte.
Die ersten 10 Bände der Sammlung waren als Textsammlung mit Wortlaut der Lieder konzipiert, die restlichen 10 Bände sollten alle Einzelheiten der musikalischen Interpretation umfassen, meist mit Ryōjin hishō kudenshū (梁塵秘抄口伝集) bezeichnet. Im Einzelnen sind heute noch 220 Hōmonka (法文歌 buddhistisch geistliche Lieder), 204 Shiku kamiuta (四句神歌 vierversige Götterlieder), 122 Niku kamiuta (二句神歌 zweiversige Götterlieder), 10 Nagauta, 1 Koyanagi (古柳) mit hayashi kotoba (囃子詞) und 10 Imayō (今様) des Ryōjin hishō erhalten. Der erhaltene Textkorpus wird in der Bibliothek der Universität Tenri aufbewahrt. Das Ryōjin hishō wurde am 10. Juni 1993 zum wichtigen Kulturgut deklariert.
Die moderne Weise, das imayō, besteht umgekehrt zum Waka aus zwei Halbversen mit 7 : 5 Moren. Im 10. Band berichtet Go-Shirakawa, dass er sich am Toshiyori Zuinō (俊頼髄脳, 1155) einem Stilbuch von Minamoto Toshiyori (1055–1129) orientiert. Das Toshiyori Zuinō besteht aus zwei Bänden und befasst sich mit dem Ursprung von Gedichten (waka). Weiterhin beinhaltet es Analysen von Gedichten und Techniken. 1157 lud Go-Shirakawa die Sängerin Otome († 1169) ein ihn zu unterrichten. Go-Shirakawa wählte 1179 zwei Schüler aus: Minamoto Suketoki und Fujiwara no Moronaga (1137–1192). Er veranstaltete am Hof Liedwettbewerbe, bei denen die Sängerinnen sich messen konnten. Diese Sängerinnen besaßen meist einen sogenannten asobi- oder kugutsu- (傀儡) Hintergrund. Sie stammten also meist aus dem Unterhaltungs- oder Gauklergewerbe oder gingen der Prostitution nach.

## Textbeispiel

### Buddhismus
| Japanisch                                                                   | Transkription                                                                                                | Übersetzung |
| --------------------------------------------------------------------------- | --- | --- |
| 生死の大海辺無し、 仏性真如岸遠し、 妙法蓮華は舟筏、 来世の衆生、渡すべし。 | shōji no daikai hotori nashi busshō shinnyo kishi tōshi myōhō renge wa fune ikada raise no shujō watasubeshi | Der Ozean von Leben und Tod kennt keine Grenzen Das Ufer ist weit der Buddhaschaft und wahren Soheit. Die Lotusblüte der wunderbaren Lehre ist ein Boot oder Floß, Es wird auch die Lebewesen zukünftiger Generationen [über dieses Meer] geleiten. (Nr. 210) |

### Profane Dichtung
| Japanisch                                                                                              | Transkription | Übersetzung |
| --- | --- | --- |
| 美女うち見れば 一本葛にもなりなばやとぞ思ふ 本より末まで縒らればや 切るとも刻むとも 離れ難きはわが宿世 | Binjō uchi mireba hitomoto kazura-to-mo nairnabaya-to-zo omou moto-yori sue-made yorarebaya kiru-tomo kizamu-tomo hanaregataki wa waga sukuse | Erblick ich die Schöne möcht ich zur Ranke werden, möcht sie umschlingen von den Wurzeln her bis zum äußersten Zweig. Selbst zerschnitten, zerhackt, bleib ich unzertrennlich, so ist's mir bestimmt. (Nr. 342) |

| Japanisch                                                                                 | Transkription | Übersetzung |
| ----------------------------------------------------------------------------------------- | --- | --- |
| 遊びをせんとや生まれけむ 戯れせんとや生まれけん 遊ぶ子供の声聞けば 我が身さえこそ動がるれ | Asobi-wo sen-to-ya umarekemu tawabure sen-to-ya umarekemu asobu kodomo no koe kikeba waga mi-sae-koso yurugarure | Sind auch sie zum Spielen auf die Welt gekommen? Sind auch sie zum Scherzen auf die Welt gekommen? Hör ich die Stimmen der spielenden Kinder packt mich heftige Bewegung. (Nr. 359) |